# کلان‌زیاگان استرالیا

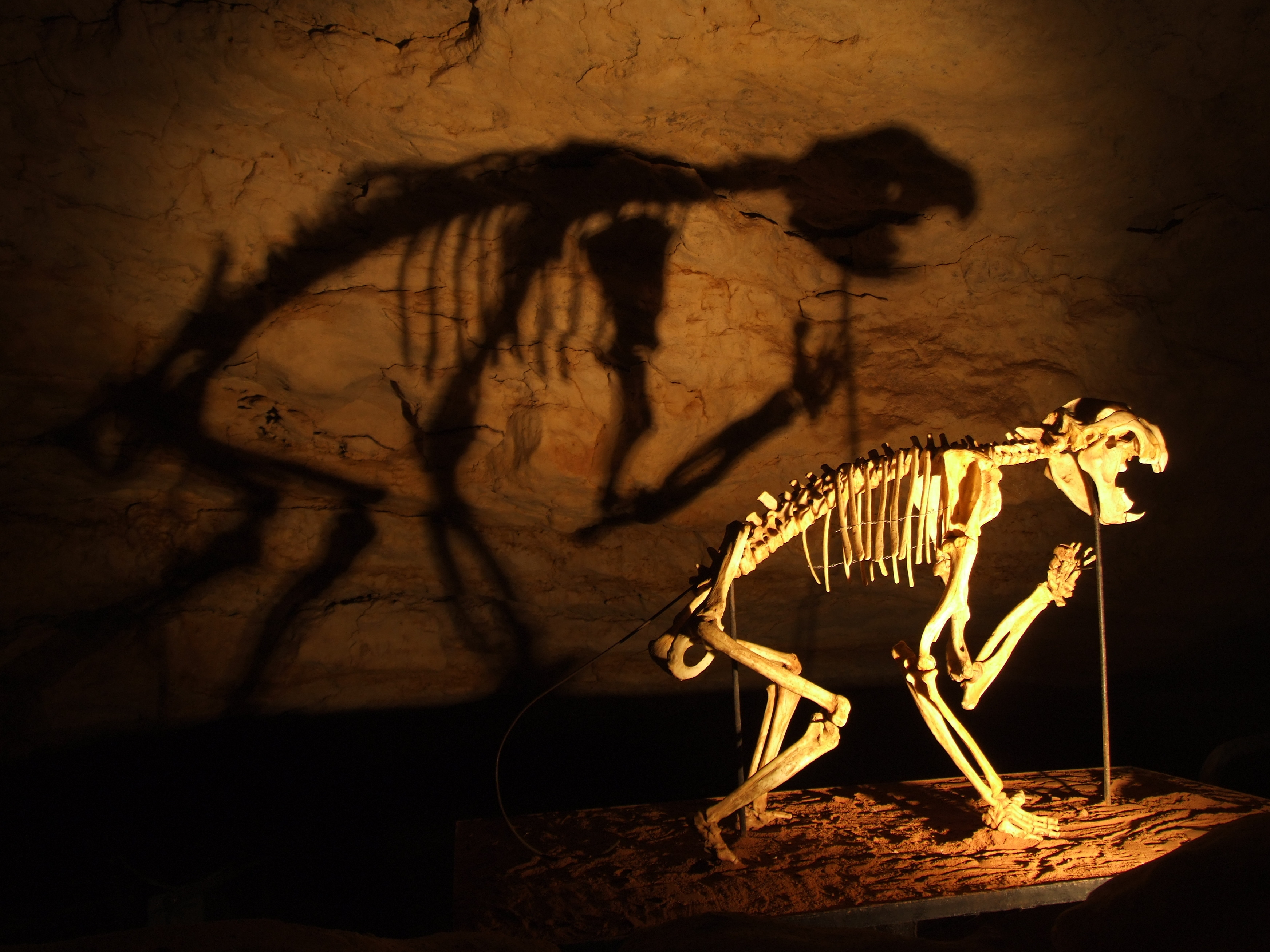
اسکلت یک شیر کیسه‌داردر غار ناراکورته استرالیا

کلان‌زیاگان استرالیا یا جانوران بزرگ استرالیا اغلب به گونه‌هایی گفته می‌شوند، که جرم بدن آن‌ها بیشتر از ۴۵ کیلوگرم (۱۰۰ پوند) باشد یا جرمی برابر یا بیشتر از ۱۳۰٪ از جرم نزدیکترین بستگان خود را داشته باشند. بسیاری از این گونه در درازای تاریخ منقرض شده‌اند. (- ۵۰٬۰۰۰ سال قبل از میلاد ۱۰۰ ± ۱۶۱۰۰) که در دورهٔ پلیستوسن در استرالیا بوده‌اند.
بیشتر این گونه‌ها در نیمه آخر پلیستوسن منقرض شدند و نقش عوامل انسانی و اقلیمی در انقراض آن‌ها مورد مناقشه است.

## انقراض
در طول دوران پلیستوسن، در روند غول‌پیکری جزیره‌ای ،کیسه‌داران بزرگ،  پرندگان بی‌پرواز و خزندگان سنگین درنده در قاره منزوی استرالیا پرسه می‌زدند. بسیاری از آنها پس از ورود انسان‌ها با قایق از جنوب شرق آسیا از طریق اقیانوس هند به قاره استرالیا در حدود ۷۹–۶۵ هزار سال پیش آمدند. این مردم در دوران سکونت خود بیشتر حیوانات باستانی را منقرض کرد.

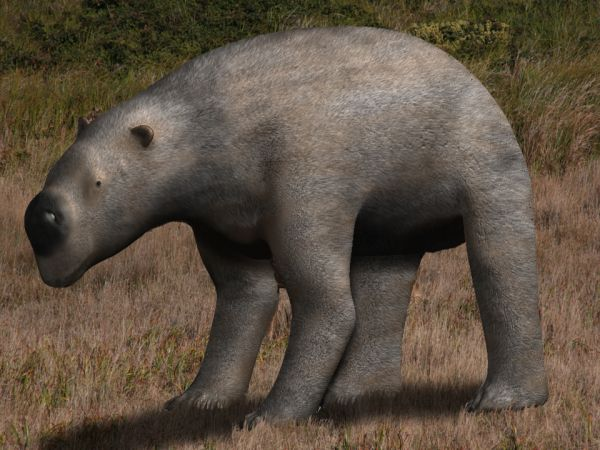
یک دیپروتودون بزرگ‌ترین کیسه‌دار شناخته شده و همچنین یکی از جانوران غول پیکر منقرض شده در استرالیا توسط انسان

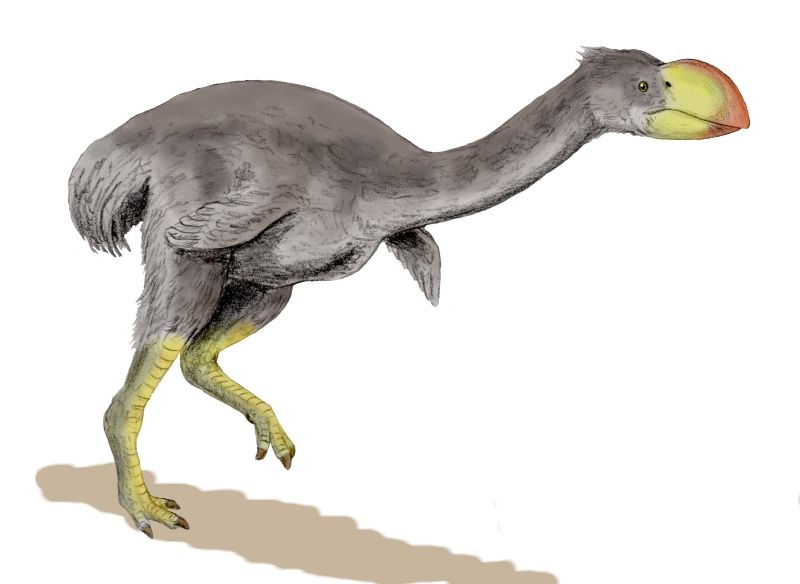
یک شترمرغ باستان که منقرض شده است